# Benedetto Briosco

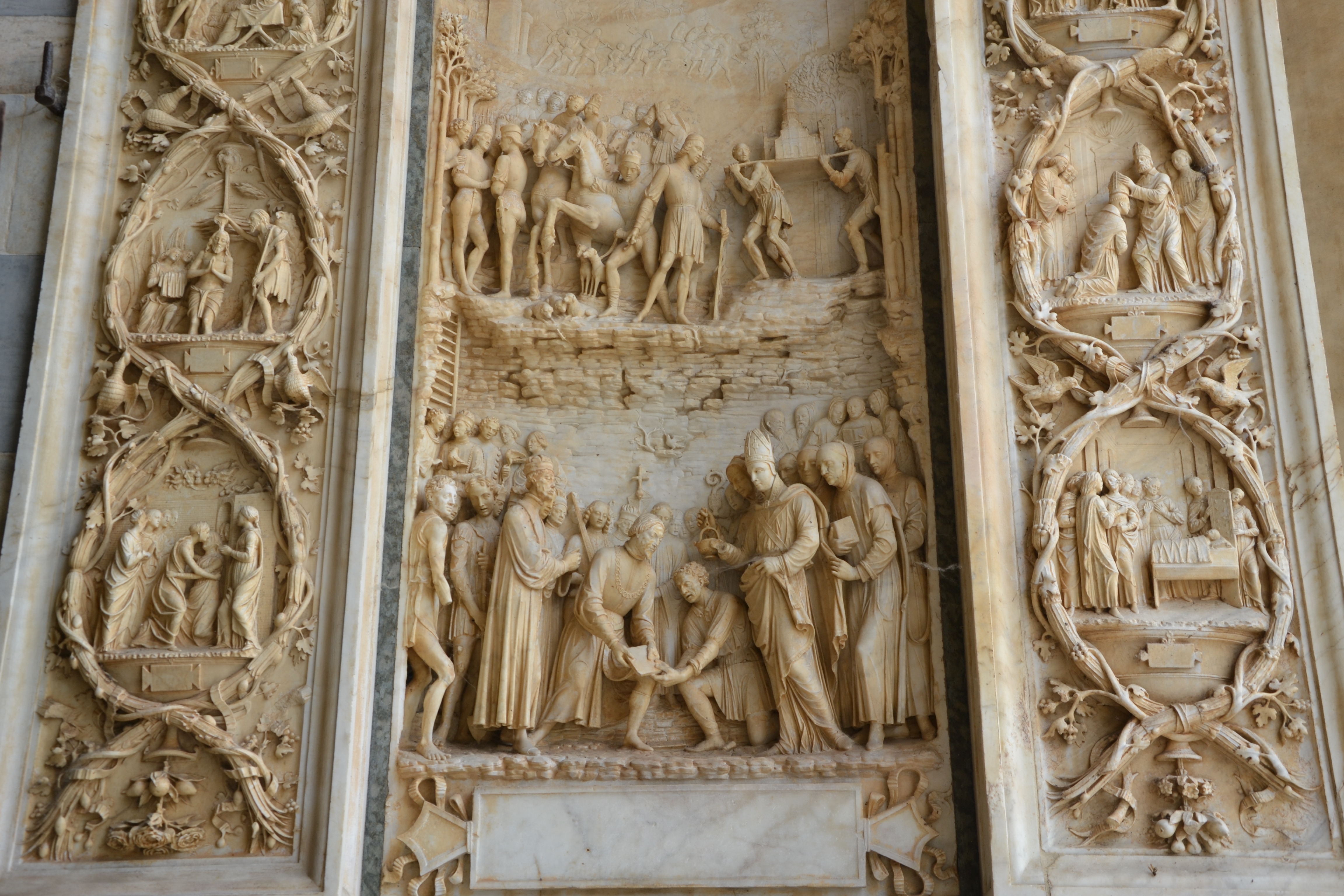
Benedetto Briosco, Certosa di Pavia, Detail von Portalreliefs 1501

Benedetto Briosco (* um 1460 in Mailand; † vor 1526 ebenda ?) war ein italienischer Bildhauer der Renaissance, der etwa zwischen 1477 und 1517 tätig war.

## Leben
Benedetto war Sohn des Ardigolo und Hauptvertreter einer Bildhauerfamilie, die ursprünglich aus Briosco, nordöstlich von Mailand, stammt. Er war ein Mailänder Bürger aus der Pfarrei San Babila. Eines seiner frühesten dokumentierten Werke ist das eindrucksvolle Grabdenkmal des Ambrogio Grifi in der gleichnamigen Kapelle der Kirche San Pietro in Gessate in Mailand und der Mailänder Dom in einem kruden Realismus (1489). Die Statue war Teil eines riesigen, heute zerstückelten Kenotaphs, von dem wir aus antiken Beschreibungen wissen, dass er Werken von Giovanni Antonio Amadeo ähnelt. Ebenfalls aus seiner Anfangszeit, die durch die Zusammenarbeit mit Tommaso Cazzaniga gekennzeichnet ist, stammt das Denkmal für Giacomo Stefano Brivio (1486) in der Kirche Sant’Eustorgio – das bereits von Tommasos Bruder Francesco Cazzaniga begonnen wurde und dessen dekorativer Teil allein von Benedetto stammt, sowie das Della Torre-Denkmal in der Kirche Santa Maria delle Grazie (1483–1484).
In den 1480er und 1490er Jahren arbeitete Benedetto an den folgenden Mailänder Grabdenkmälern mit, an den ersten beiden zusammen mit dem Bildhauer Tommaso Cazzaniga: das Denkmal für Pier Francesco Visconti di Saliceto (1484), das sich früher in der Kirche Santa Maria del Carmine befand (fünf Tafeln sind noch erhalten, die in verschiedenen amerikanischen Museen verstreut sind, sowie die Tafel mit der Unterschrift Benedictus de Brioscho et Tomasius de Cacinigo opus fecerunt im Atrium des Treppenhauses des Palazzo Trivulzio); das Denkmal für Ambrogio Grifo in S. Pietro in Gessate. Die Arbeit von Benedetto an der Certosa di Pavia erstreckte sich von 1491 bis 1517: zunächst (1491) arbeitete der Bildhauer zusammen mit Tamagnino unter der Leitung von Amadeo an der Fassade; später (1501) übernahm er die Ausführung des Portals allein, ohne die von ihm und Amadeo bereits vorbereiteten Stockwerke auf dem Sockel.
Das Werk, für das Benedetto wahrscheinlich einen früheren Entwurf von Amadeo verwendete und abänderte, wird allgemein als Meisterwerk des Autors angesehen. Die wichtigste Neuerung ist die Einführung des Bogens, wobei die Säulen, zwei auf jeder Seite, deutlich zu erkennen sind. Die Marmortafeln des Dammes, zwei auf jeder Seite, die Ereignisse aus der Geschichte der Certosa darstellen, repräsentieren die lombardische Übersetzung des Renaissance-Geistes: Was den Künstler am meisten interessiert, ist die Illustration der historischen Tatsache bis ins kleinste Detail, während das Ganze nicht durch die geometrische, sondern durch die malerische Perspektive vereinheitlicht wird. Bei einem Werk dieser Größenordnung müssen zahlreiche Mitarbeiter von Benedetto mitgewirkt haben. Die künstlerische Einheit des Komplexes legt jedoch nahe, dass er für die Konzeption der Skulpturen insgesamt verantwortlich ist und dass die besten von ihm ausgeführt wurden. beteiligte sich an der Dekoration der Fassade (in Zusammenarbeit mit Giovanni Antonio Amadeo) und des Grabdenkmals von Gian Galeazzo Visconti (unter der Leitung von Giovanni Cristoforo Romano), Statuen der Jungfrau und des Kindes, der Heiligen Laurentius und Petrus, der Maria Magdalena, des Paulus von Tarsus und des Christus in Herrlichkeit.
Als Nachfolger des Amadeos übernahm er die Arbeiten an der Fassade (nachdem die beiden sich die Arbeit im Rahmen eines früheren Vertrags zu gleichen Teilen aufgeteilt hatten) und schuf das klassizistische Kirchenportal, das von vier Zwillingssäulen flankiert wird (von 1501 bis 1507). Ebenfalls von Briosco, der auch hier einen gewissen Einfluss der Typologie von Leonardo da Vinci erkennen lässt (siehe die Gesichter und die naturalistische Darstellung der Felsen), sind die großen Reliefs der Türpfosten mit den Geschichten aus der Certosa.
Der Sarkophag der Heiligen Petrus und Marcellinus in der Dom von Cremona (von 1508 bis 1513) und das Grabdenkmal von Ludovico II. von Saluzzo in der Kirche San Giovanni in Saluzzo (von 1508 bis 1512). Schon während seiner Zeit im Kartäuserkloster hatte Briosco Statuen für die Baustelle des Mailänders Dom zu schaffen, wie die schöne und klassische Sant’Agnese (um 1492), die sich heute im Museum des Doms befindet. Aus dieser Zeit stammt auch das Longhignana-Denkmal (um 1495), ursprünglich in der Kirche San Pietro in Gessate und heute in der Kapelle des Borromäus-Palastes auf der Isola Bella.

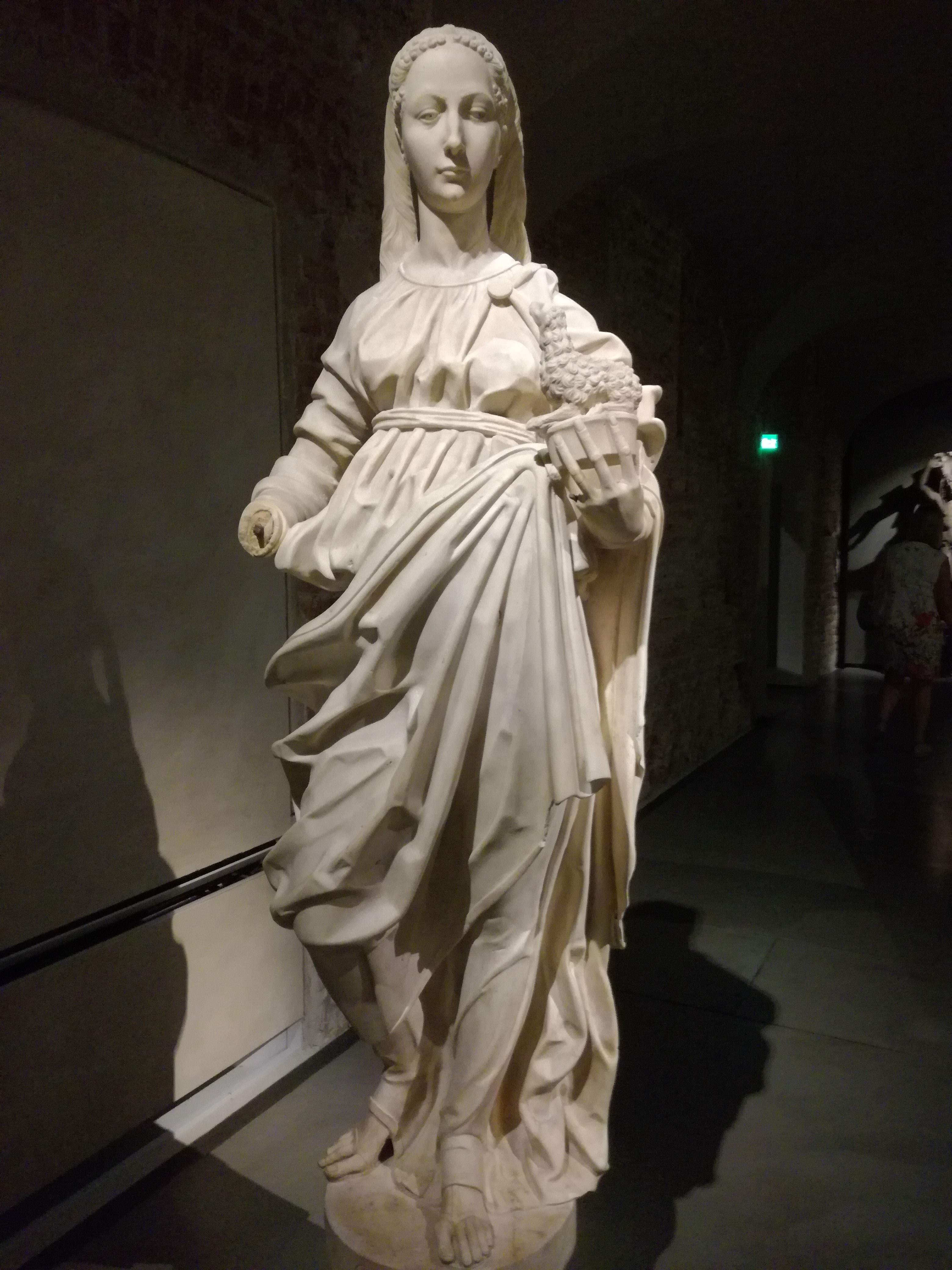
Benedetto Briosco, Sant’Agnese, Museum des Mailänder Doms
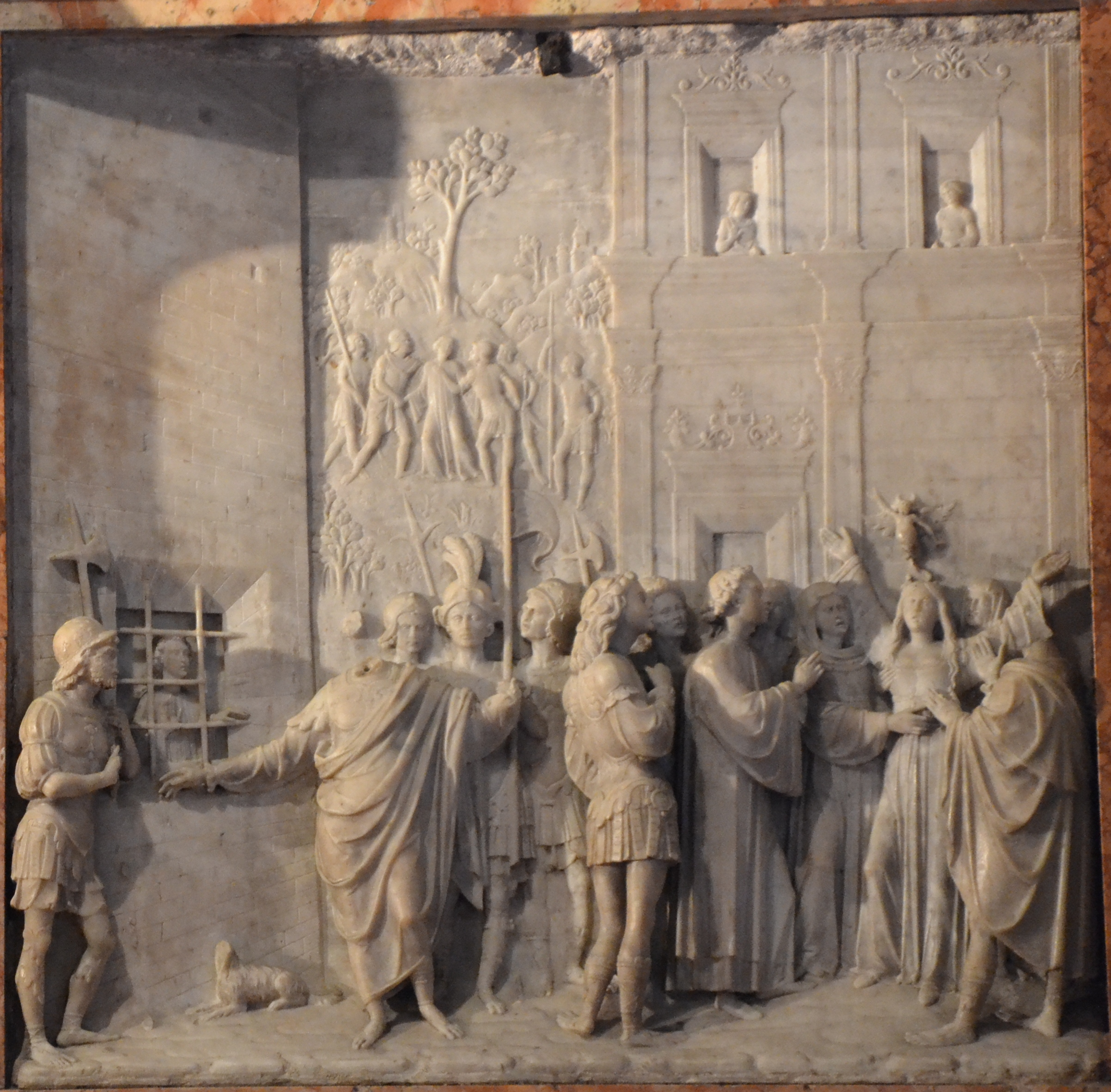
Benedetto Briosco, Sarkophag der Heiligen Marcellinus und Petrus, Dom von Cremona
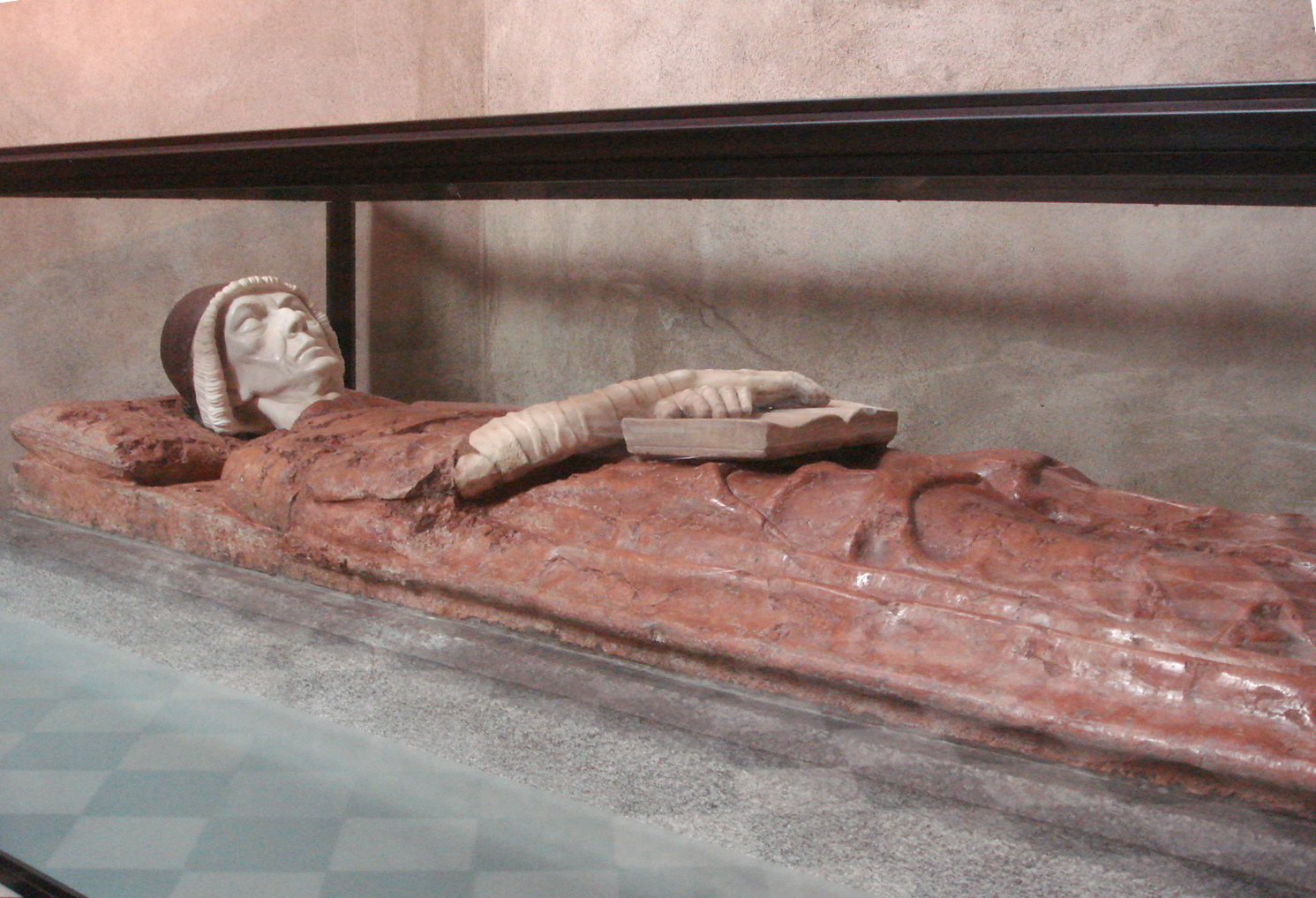
Benedetto Briosco, Grabmal von Ambrogio Grifi, Kirche San Pietro in Gessate, Mailand
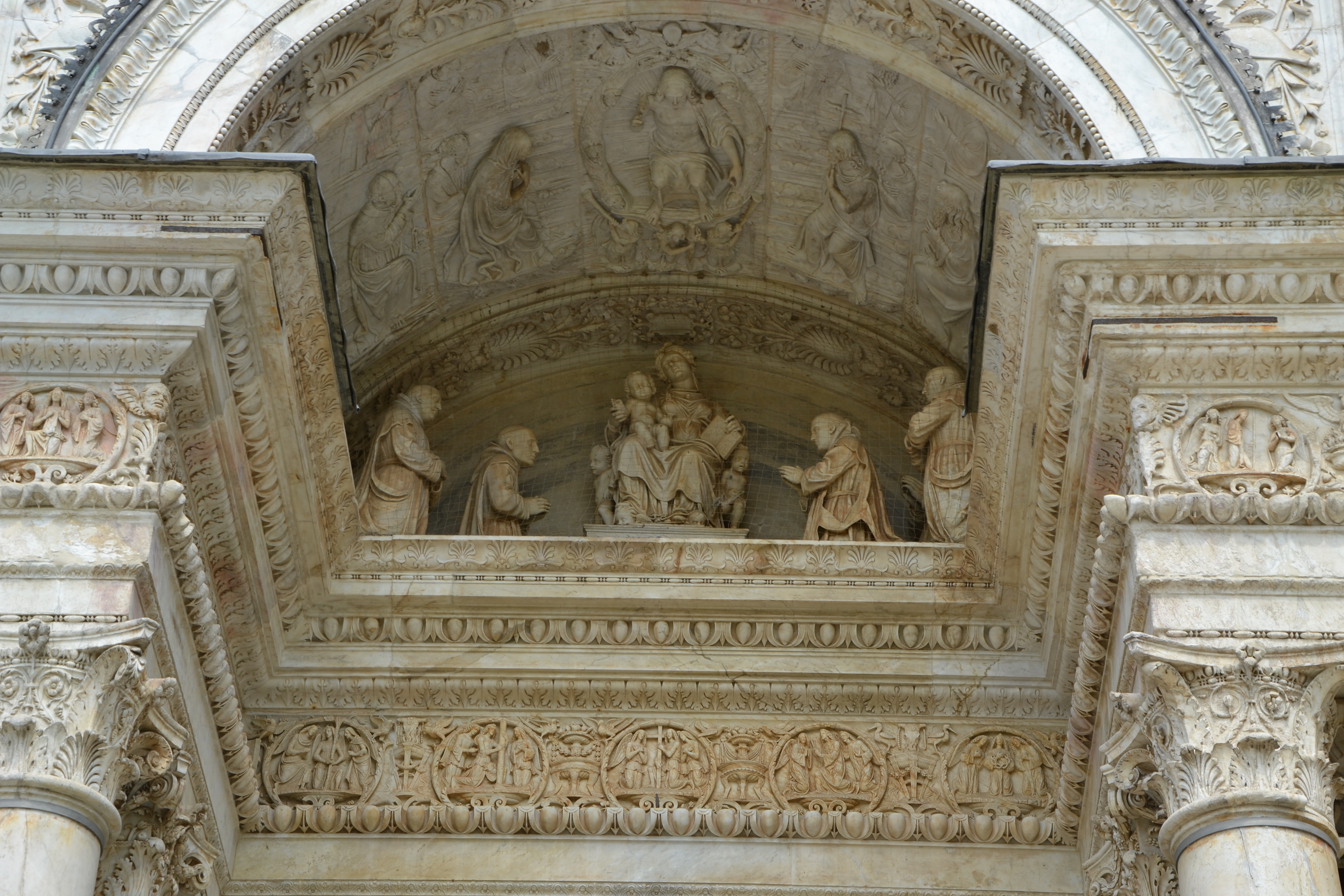
Benedetto Briosco, Hauptportal der Certosa di Pavia
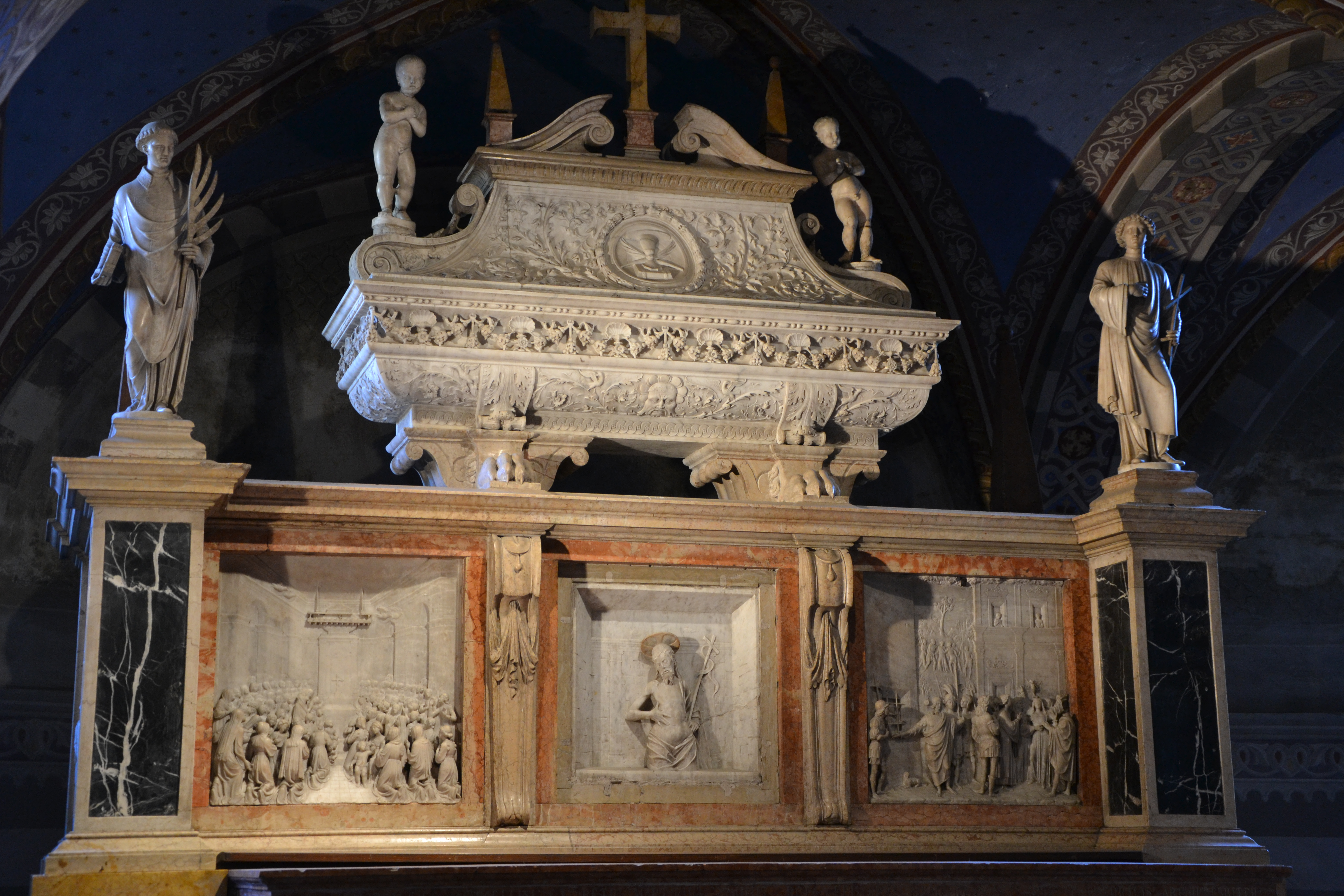
Benedetto Briosco, Sarkophag der heiligen Marcellino e Pietro, Dom von Cremona 1506